# (5274) Degewij
(5274) Degewij est un astéroïde de la ceinture principale.

## Description
(5274) Degewij est un astéroïde de la ceinture principale. Il fut découvert le 14 septembre 1985 à la station Anderson Mesa par Edward L. G. Bowell. Il présente une orbite caractérisée par un demi-grand axe de 2,68 UA, une excentricité de 0,14 et une inclinaison de 11,6° par rapport à l'écliptique.

## Compléments